# Pařezný rybník
Pařezný rybník o výměře vodní plochy 13,0 ha se nachází asi 0,4 km severovýchodně od vesnice Libáň v okrese Chrudim. Hráz Pařezného rybníka je přístupná po lesní cestě odbočující od turistického rozcestníku Radochlín na křižovatce modré a zelené turistické značky. 
Pařezný rybník je historické vodní dílo, které bylo vybudováno jako součást soustavy Libáňských rybníků sestávající z následujících rybníků: Pařezný rybník, Zaháj, Hluboký rybník, Jezírko, Nový rybník, Loučenský rybník.
Rybník je v současnosti využíván pro chov ryb. V okolí rybníka rostou vlhkomilné druhy rostlin a žije bohaté společenstvo obojživelníků a ptáků. Na hrázi Pařezného rybníka roste památná dubová alej vysázená v roce 1732 sestávající v současnosti ze 32 stromů.

## Galerie

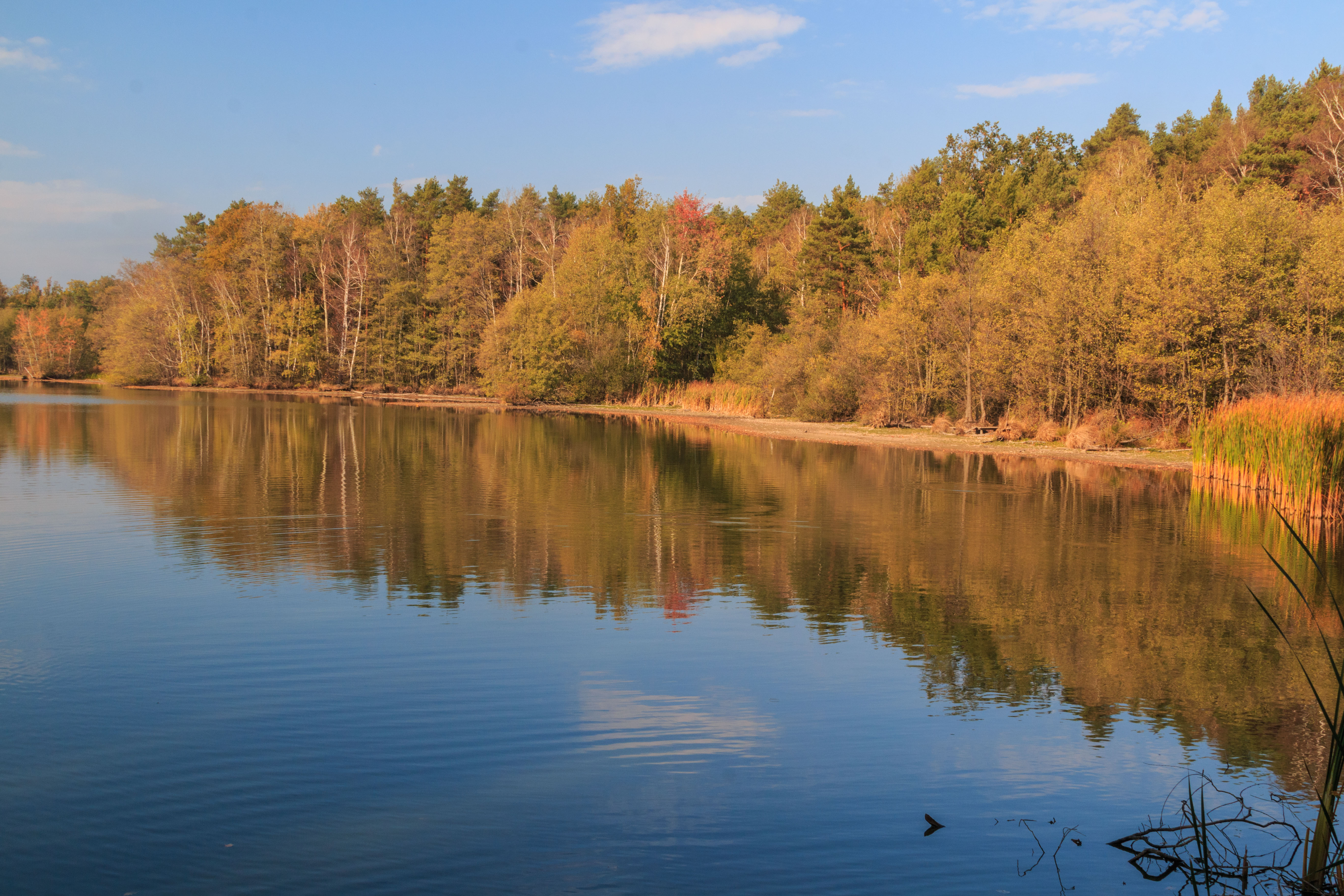
pohled na Pařezný rybník
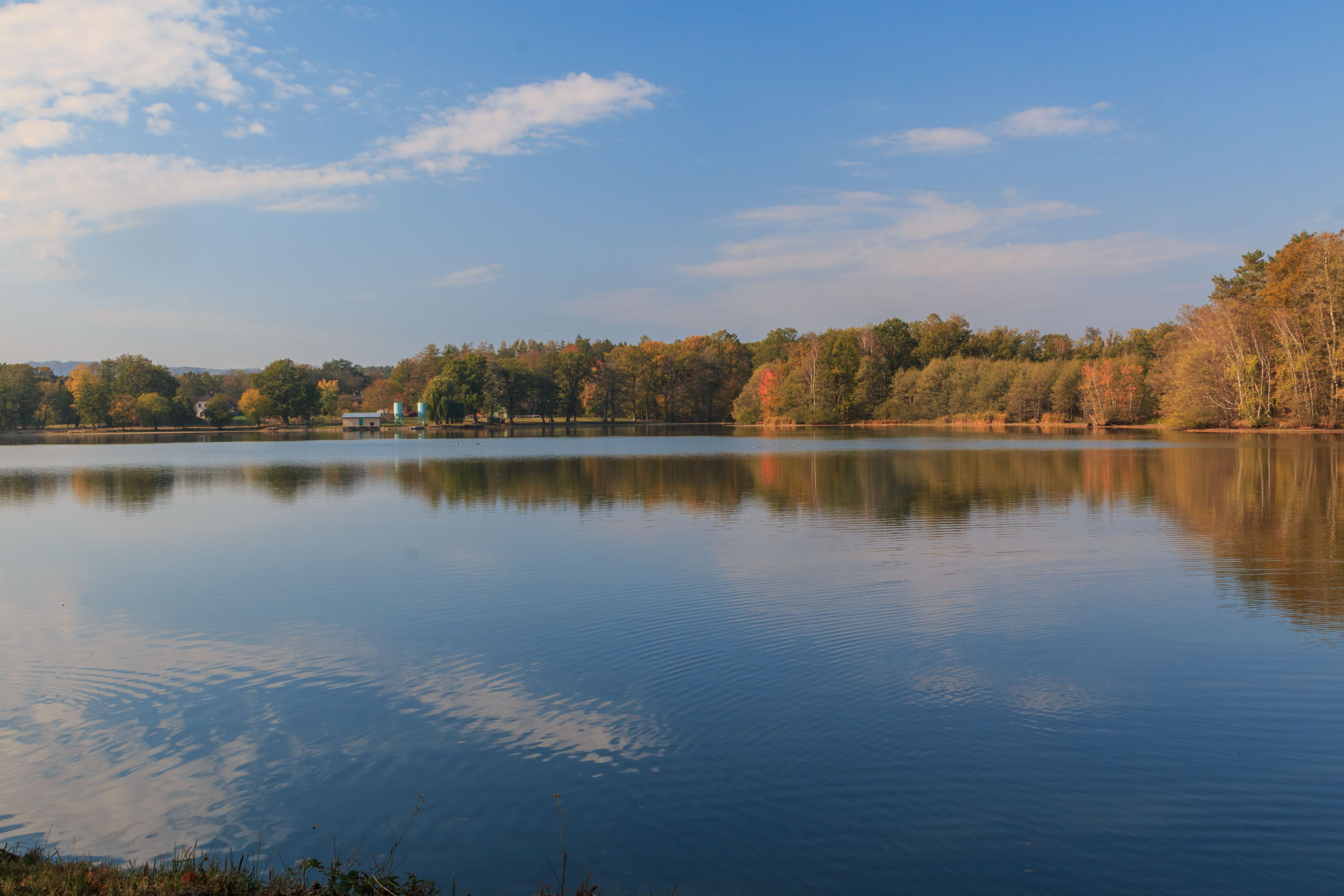
pohled na Pařezný rybník
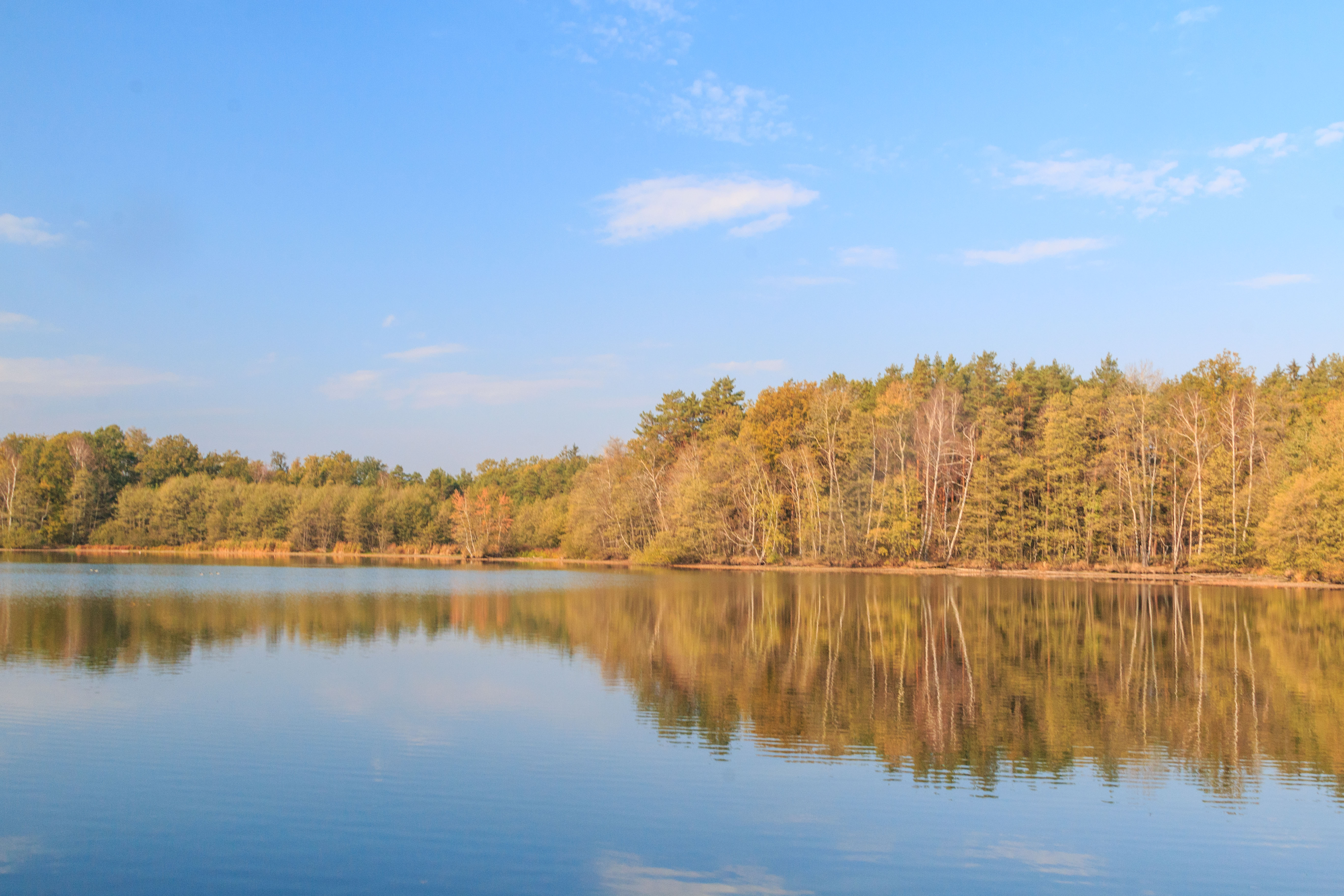
pohled na Pařezný rybník
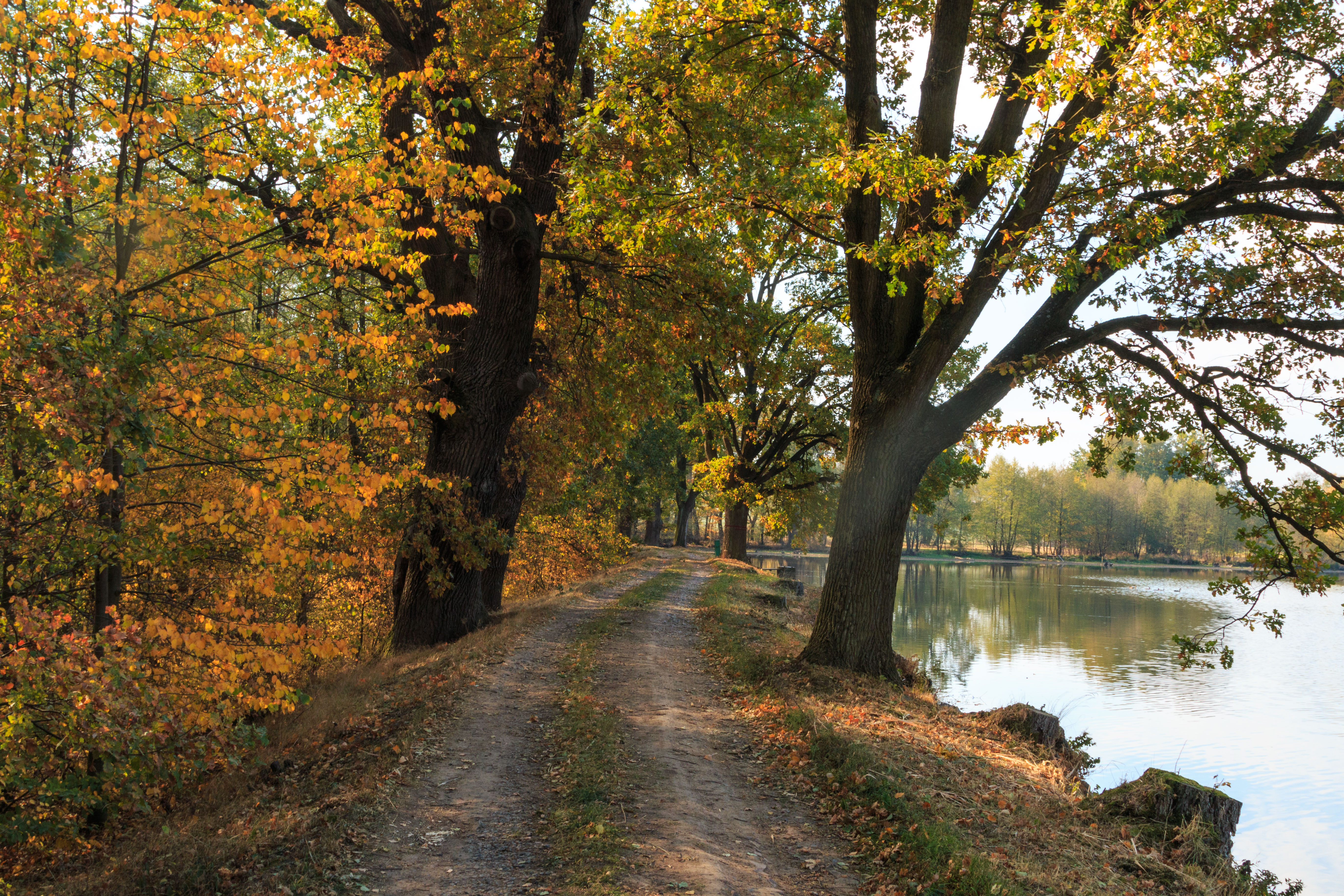
pohled na Pařezný rybník
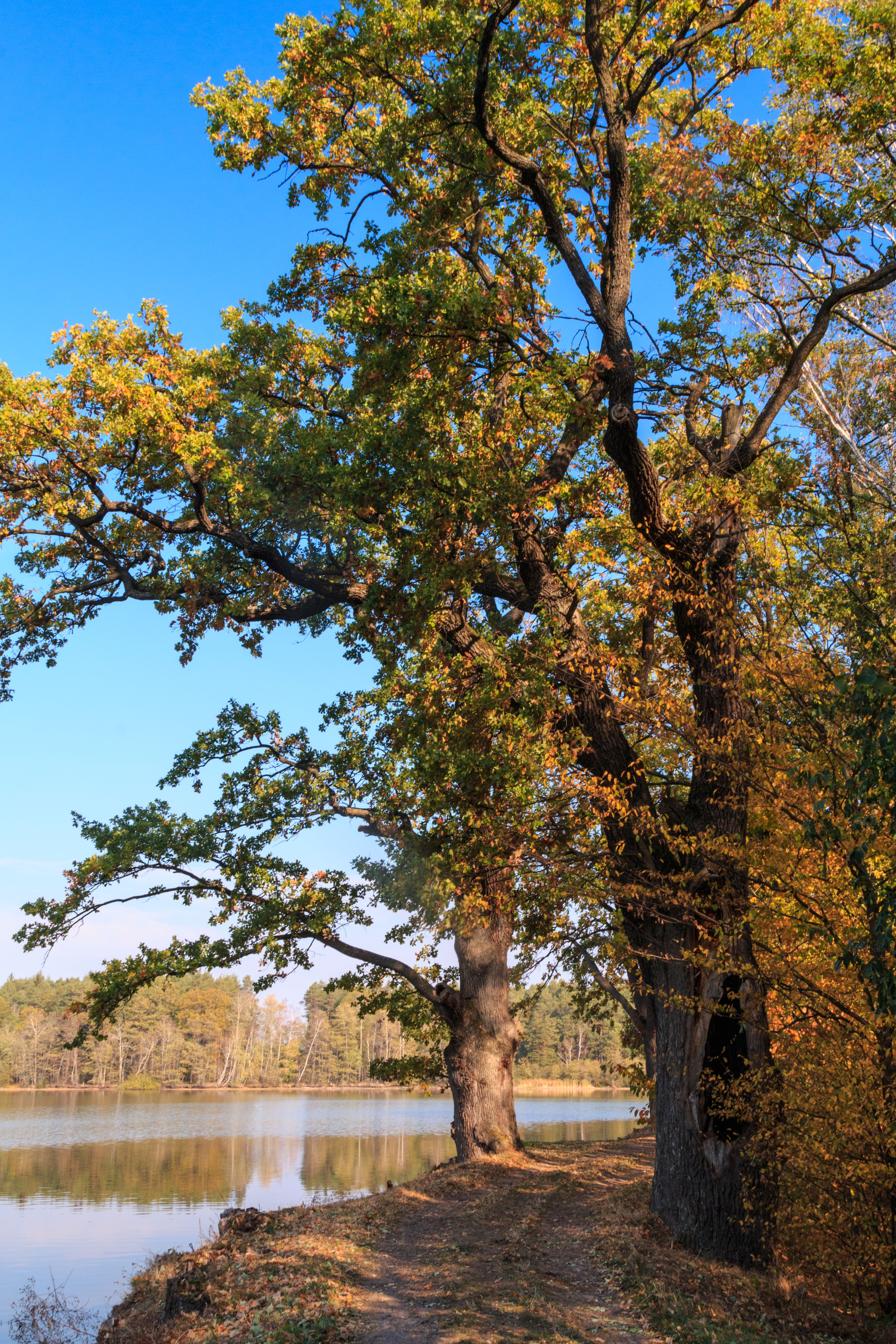
pohled na Pařezný rybník
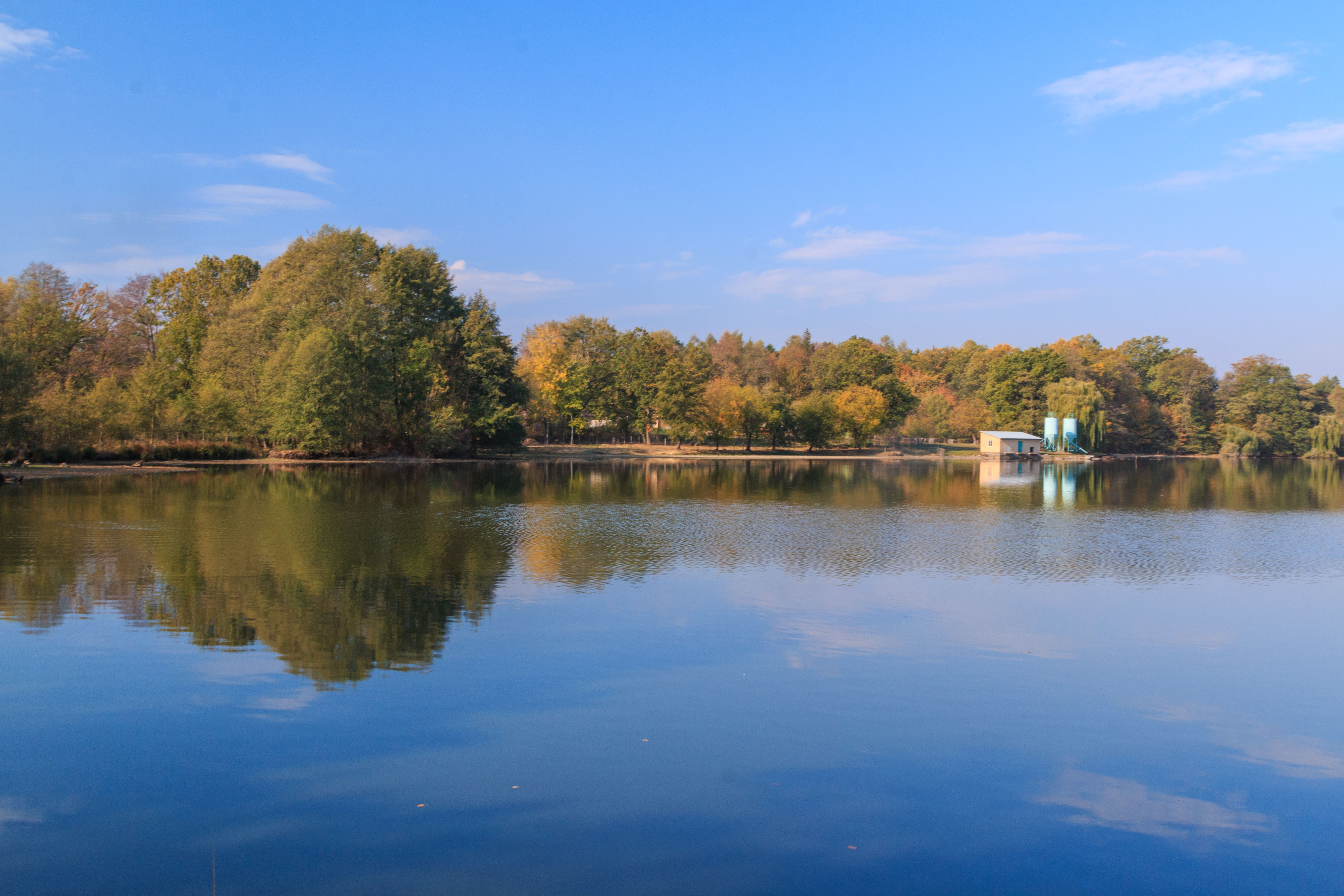
pohled na Pařezný rybník